# Hoàn Châu cách cách (phim truyền hình 2011)
Tân Hoàn Châu cách cách (chữ Hán: 新还珠格格, tiếng Anh: New My Fair Princess) là một bộ phim truyền hình cổ trang Trung Quốc được chuyển thể từ tiểu thuyết cùng tên của nữ văn sĩ Quỳnh Dao, hợp tác sản xuất bởi Công ty TNHH văn hóa truyền thông Thượng Hải Sang Lạp và Đài truyền hình Hồ Nam năm 2010 và 2011. Bộ phim có sự tham gia của Lý Thạnh, Hải Lục, Trương Duệ, Lý Giai Hàng, Mạch Địch Na, Triệu Lệ Dĩnh,... Tập đầu ra mắt khán giả vào ngày 16 tháng 7 năm 2011.

## Nội dung
Phim Tân Hoàn Châu Cách Cách: Hạ Tử Vy là tiểu thư nhà họ Hạ (tỉnh Tế Nam), không chỉ xinh đẹp, dịu dàng mà còn tinh thông cầm kỳ thi họa. Cách đây 18 năm, mẹ cô là Hạ Vũ Hà có mối lương duyên sâu đậm với hoàng đế Càn Long. Vì tình hình chính trị và thời thế phức tạp, Càn Long phải rời xa tri kỷ mà không hề hay biết: người thương đã mang cốt nhục của mình. Cũng vào thời điểm đó, mẹ của Tiểu Yến Tử và Tiêu Kiếm phải dằn lòng để hai con mỗi người phiêu dạt một nơi nhằm lẩn trốn  những tai họa của gia đình vì người cha bị nghi ngờ tạo phản. Năm tháng trôi đi vẫn chưa thấy Càn Long trở lại, Hạ Vũ Hà trước khi qua đời đã kể lại câu chuyện về thân phận thực sự cho con gái. Tử Vy quyết tâm lên kinh thành tìm cha. Gặp gỡ Tiểu Yến Tử và tâm sự chuyện riêng, Tử Vy gián tiếp mang đến cơ hội cho "én nhỏ bay vào cung", gặp gỡ Ngũ A Ca (Vĩnh Kỳ). Tiểu Yến Tử  xông vào trường săn, trúng mũi tên định mệnh và được đưa vào cung chăm sóc. Hoàng hậu tỏ ra vô cùng sửng sốt trước "đặc cách" này và nghi ngờ gốc gác thực sự của "đứa con rơi" lém lỉnh, tinh nghịch. Trong khi đó, Tiểu Yến Tử lại nhận được sự yêu thương, quan tâm tận tình của Càn Long Hoàng Đế và "bất đắc dĩ" trở thành cách cách nhân gian "Hoàn Châu Cách Cách".

## Diễn viên
- Lý Thạnh vai Tiểu Yến Tử / Tiêu Vân / Hoàn Châu Cách cách / Hoàn Châu Quận Chúa.
- Trương Duệ vai Ngũ a ca Vĩnh Kỳ
- Hải Lục vai Hạ Tử Vy / Minh Châu cách cách
- Lý Giai Hàng vai Phúc Nhĩ Khang
- Benjamin Schwartz vai Ban Kiệt Minh
- Khưu Tâm Chí vai Càn Long
- Đặng Tụy Văn vai Hoàng hậu
- Triệu Lệ Dĩnh vai Tình Nhi cách cách
- Cao Tử Kỳ vai Tiêu Kiếm / Tiêu Phong / Tiêu Chi Hàng.
- Lưu Tuyết Hoa vai Sùng Khánh Hoàng thái hậu
- Tôn Diệu Kỳ vai Kim Tỏa
- Lộ Hoành vai Phúc Nhĩ Thái
- Phương Thanh Trác vai Dung ma ma
- Lưu Hiểu Diệp vai Lệnh Phi
- Vương Kim Đạc vai Liễu Thanh
- Châu Phóng vai Liễu Hồng
- Trang Khánh Ninh vai Du Phi
- Mạch Địch Na (Madina Memet) vai Hàm Hương
- Trương Đan Phong vai Mạch Nhĩ Đan
- Sài Bích Vân vai Công chúa Tái Á
- Hám Thanh Tử vai Hân Vinh Cách Cách
- Lưu Xương Vĩ vai Thường thái y
- Vu Oánh Oánh vai Minh Nguyệt
- Mã Tương Nghi vai Thái Hà
- Cù Úc Huy vai Tiểu Đặng Tử
- Trương Trác Văn vai Tiểu Trác Tử
- Tân Tân vai Tiểu Văn Tử
- Trần Mộc Dịch vai Tiểu Trùng Tử
- Lôi Trấn Ngữ vai Phúc Luân
- Trần Tuệ Quyên vai Phúc Luân phúc tấn
- Cương Nghị vai Kỷ Hiểu Lam
- Từ Á Châu vai Lang Thế Ninh
- Hình Hãn Khanh vai Phó Hằng

## Nhạc phim
| STT | Nhan đề                                           | Phổ lời                        | Phổ nhạc                       | Trình bày                            | Thời lượng |
| --- | ------------------------------------------------- | ------------------------------ | ------------------------------ | ------------------------------------ | ---------- |
| 1.  | "Đến bên em" (Mở đầu)                             | Quỳnh Dao, La Hy Á             | Trang Lập Phàm                 | Trương Duệ                           | 03:52      |
| 2.  | "Én bay từng đàn" (Kết thúc 1)                    | Quỳnh Dao, La Hy Á             | Bàng Học Bân                   | Chung Thư Kỳ                         | 04:09      |
| 3.  | "Gió thổi từng cơn" (Kết thúc 2)                  | Quỳnh Dao, La Hy Á             | Từ Tử Uy                       | Benjamin                             | 03:35      |
| 4.  | "Người về nơi đâu" (Kết thúc 3)                   | Quỳnh Dao, La Hy Á             | Trần Vĩ Linh                   | An Tâm Á                             | 04:13      |
| 5.  | "Nói câu chia tay đâu dễ dàng" (Kết thúc)         | Quỳnh Dao, Âu Dương Thường Lâm | Châu Hoa Kiện                  | Chung Thư Kỳ                         | 03:32      |
| 6.  | "Em trong bóng đêm"                               | Quỳnh Dao                      | Lư Văn Thao                    | Lưu Ngu Gia                          | 03:11      |
| 7.  | "Yến Tử ca"                                       | Quỳnh Dao                      | Color Band                     | Benjamin                             | 02:18      |
| 8.  | "Cát Tường Ca"                                    | Quỳnh Dao, Trang Lập Phàm      | Trang Lập Phàm                 | Lý Thạnh                             | 02:26      |
| 9.  | "Hoa Tử Vy"                                       | Quỳnh Dao                      | Trang Lập Phàm                 | Lý Thạnh                             |            |
| 10. | "Non nước xa xa"                                  | Quỳnh Dao                      | Từ Cảnh Tân                    | Bàng Quỳnh                           | 03:00      |
| 11. | "Chàng là gió thiếp là cát" (Hoàn Châu cách cách) | Quỳnh Dao                      | Lã Trinh Hoàng                 | Châu Kiệt, Lâm Tâm Như               | 04:33      |
| 12. | "Khi nào"                                         | Quỳnh Dao                      | Trang Lập Phàm, Quách Văn Tông | Lý Thạnh , Trương Duệ , Lý Giai Hàng | 04:54      |
| 13. | "Cánh bướm trong mưa"                             | Quỳnh Dao, Hứa Thường Đức      | Trương Vũ                      | Lý Dực Quân                          | 03:49      |
| 14. | "Từ khi có em" (Hoàn Châu cách cách)              | Quỳnh Dao                      | Từ Cảnh Tân                    | Triệu Vy                             | 03:27      |
| 15. | "Có một cô nương" (Hoàn Châu cách cách)           | Quỳnh Dao                      | Lý Chánh Phàm                  | Triệu Vy                             | 03:33      |
| 16. | "Hôm nay trời thật đẹp"                           | Quỳnh Dao                      | Từ Cảnh Tân                    | Bàng Quỳnh                           | 01:53      |
| 17. | "Nhất kiến chung tình"                            | Quỳnh Dao                      | Tiểu Kiên                      | Lý Thạnh                             | 04:25      |